# Vicente Guerrero, Quintana Roo
Vicente Guerrero är en ort i Mexiko.   Den ligger i kommunen Lázaro Cárdenas och delstaten Quintana Roo, i den östra delen av landet, 1 200 km öster om huvudstaden Mexico City. Vicente Guerrero ligger 13 meter över havet och antalet invånare är 552.
Terrängen runt Vicente Guerrero är mycket platt. Runt Vicente Guerrero är det mycket glesbefolkat, med 4 invånare per kvadratkilometer. Närmaste större samhälle är Kantunilkin, 13,2 km norr om Vicente Guerrero. I omgivningarna runt Vicente Guerrero växer i huvudsak städsegrön lövskog.